# Європейська макросейсмічна шкала
Європе́йська макросейсмі́чна шкала́ (англ. European macroseismic scale, EMS) — основна шкала для оцінки сейсмічної інтенсивності в європейських країнах, також використовується низкою країн за межами Європи. Була ухвалена в 1998 році як оновлення тестової версії шкали 1992 року й отримала назву EMS-98.
Історія EMS розпочалась у 1988 році, коли Європейська сейсмологічна комісія (ЄСК) (англ. European Seismological Commission, ESC) постановила переглянути та оновити шкалу Медведєва — Шпонгоєра — Карніка (MSK-64), що використовувалась у своїй основній формі в Європі майже протягом чверті століття. Після понад п'яти років інтенсивних досліджень та розробок й чотирирічного періоду тестування нову шкалу було офіційно запроваджено. У 1996 році на XXV Генеральній Асамблеї ЄСК у Рейк'явіку було ухвалено резолюцію, що рекомендувала прийняти нову шкалу в країнах-членах Європейської сейсмологічної комісії.
Європейська макросейсмічна шкала EMS-98 є першою шкалою інтенсивності землетрусу, спрямованою на заохочення співробітництва між інженерами у цій галузі та сейсмологами, а не для користування лише сейсмологами. Вона забезпечена детальним посібником, де викладено принципи, подано ілюстрації та приклади її застосування.
На відміну від магнітуди землетрусу, що виражає величину сейсмічної енергії, яка виділилась внаслідок землетрусу, EMS-98 визначає, наскільки сильно впливає землетрус на певне місце. В основі EMS-98 лежить 12-бальна шкала.
| Бал. Сила землетрусу     | Коротка характеристика |
| I. Невідчутний           | Не відчувається. Визначається і фіксується лише сейсмічними приладами |
| II. Ледь відчутний       | Відчувається лише окремими людьми, що перебувають у стані повного спокою на верхніх поверхах будівель, і дуже чутливими домашніми тваринами. Фіксується сейсмічними приладами |
| III. Слабкий             | Відчувається у приміщеннях окремими людьми. Люди, що перебувають у приміщенні, відчувають погойдування та легке тремтіння |
| IV. Відчутний для загалу | Розпізнається за легким брязкотом та коливанням предметів, посуду і шибок, скрипом дверей та стін. Всередині будівлі струшування відчуває більшість людей |
| V. Сильний               | Більшість відчуває землетрус усередині будівлі, зовні землетрус відчувають не всі. Більшість сплячих — прокидаються. Дехто вибігає з приміщення надвір. Будівлі зазнають легких струсів по всій поверхні. Підвішені предмети помітно гойдаються. Скляні, порцелянові вироби дзеленчать, ударяючись один об одного. Вібрації значні. Об'єкти з високо розташованим центром ваги падають. Двері та вікна відчиняються і зачиняються |
| VI. Легкі пошкодження    | Основна маса людей відчуває землетрус усередині будівлі. Люди налякані та вибігають геть із будівель. Невеликі предмети падають. Легкі пошкодження у більшості звичайних будівель; наприклад, тонкі тріщини у штукатурці, невеликі шматки відколюються |
| VII. Пошкодження         | Переважна більшість людей налякані і вибігають з будівель. Меблі зсуваються, більшість предметів падає з полиць. Багато будівель зазнають помірних пошкоджень: невеликі тріщини у стінах; частина димових труб розвалюється |
| VIII. Важкі пошкодження  | Перекинуті меблі. Більшість будівель зазнають значних пошкоджень: димові труби падають; великі тріщини у стінах; деякі будівлі можуть частково зруйнуватись |
| IX. Руйнівний            | Пам'ятники і колони падають. Багато будівель частково зруйновані, деякі — повністю |
| X. Дуже руйнівний        | Більшість будівель повністю зруйновані |
| XI. Спустошливий         | Практично усі будівлі повністю зруйновані |
| XII. Усе цілком знищено  | Практично усі наземні і підземні структури дуже сильно пошкоджені чи повністю зруйновані |